# Holidays in the Sun
Holidays in the Sun è il quarto singolo della punk-band Sex Pistols. Pubblicato il 15 ottobre 1977, fu l'ultimo singolo pubblicato dalla band con in formazione Johnny Rotten. Il singolo raggiunse la posizione numero 8 della classifica britannica. Steve Jones e Paul Cook avrebbero successivamente inciso un altro singolo, No One Is Innocent con Ronnie Biggs alla voce, e Sid Vicious avrebbe pubblicato le cover My Way e Somethin' Else a nome Sex Pistols.

## Il brano
L'ispirazione per la composizione del brano avvenne durante un viaggio sull'isola di Jersey: «Cercammo di fare le "nostre vacanze al sole" all'isola di Jersey ma non funzionò. Ci buttarono fuori». A questo breve soggiorno fece seguito un periodo di un paio di settimane a Berlino. Anche se descritta dai membri della band come una città "piovosa e deprimente", i Sex Pistols erano comunque sollevati dall'aver lasciato Londra. John Lydon disse: «Essere a Londra in quel periodo ci faceva sentire come dei prigionieri in un campo di concentramento. C'erano odio e continui atti di violenza nei nostri confronti. La cosa migliore che potevamo fare era quella di cambiare campo di prigionia. Berlino e la sua decadenza furono una buona idea. La canzone nacque da ciò. Amo Berlino. Amavo il muro e la pazzia del posto. I comunisti guardavano all'atmosfera da circo di Berlino ovest, che non dormiva mai, e quella sarebbe rimasta la loro immagine dell'occidente».
Holidays in the Sun venne estratto dall'album Never Mind the Bollocks, Here's the Sex Pistols. La B-side presente nel singolo è Satellite, una canzone che parla della loro performance nella "città satellite", ciò piacque al gruppo perché fu l'unica occasione dove poterono suonare distanti dal loro manager Malcolm McLaren e i suoi soci.
Nelle linee di basso della canzone dei Pistols alcuni hanno notato somiglianze con In the City, singolo del gruppo The Jam pubblicato pochi mesi prima.

## Tracce singolo
1. Holidays in the Sun
2. Satellite

## Formazione
- Johnny Rotten - voce
- Steve Jones - chitarra, seconda voce
- Sid Vicious - basso, seconda voce
- Paul Cook - batteria